# Reisserita mauretanica
Reisserita mauretanica is een vlinder uit de familie echte motten (Tineidae). De wetenschappelijke naam is voor het eerst geldig gepubliceerd in 1885 door Baker.
De soort komt voor in Europa.